# Argwohn
Der Argwohn ist eine (noch) unbestimmte, weitestgehend unbelegte, Meinung von einer Person, Sache oder einem Rechtsverhältnis. Der Argwohn ist die Vorstufe, die sich zum Verdacht verdichten kann, und mit der „Ahnung“, Vermutung und dem „Misstrauen“ verwandt.

## Wortherleitung
Argwohn – argwöhnen – arg wähnen. Ein argwöhniger oder argwöhnischer Mensch ist jemand, der leicht Argwohn schöpft. Ursprünglich eng verwandt mit „verdächtig“ (Verdacht) und teilweise synonym verwendet.
Arg (ärger) wird seit alter Zeit im Sinne von schlecht, böse, unredlich, feindselig, seiner wahren Bestimmung nicht gemäß, verwendet.
Wähnen: „Dafür halten, meinen, glauben, im weitesten Verstande; eine im Hochdeutschen veraltete Bedeutung, worin es aber in den ältern Oberdeutschen Schriften häufig vorkommt“. Wähnen leitet sich in der ursprünglichen Form aus „Wahn“ ab, das jedoch zuvor nicht nur negativ besetzt, sondern weitgefasst: „Eine jede Meinung, d. i. Urtheil nach bloß wahrscheinlichen Gründen, ohne Rücksicht auf die Richtigkeit oder Unrichtigkeit“, bedeutete.

## Abgrenzung
Der Verdacht gründet sich auf wahrscheinliche Umstände. Der Argwohn hingegen bloß auf einer (üblen) Meinung, ohne zu bestimmen, ob diese mutmaßliche Gründe für sich hat.
Sowohl Verdacht als auch Argwohn sind von der Tatsachenvermutung und vom Beweis für eine Tatsache aus rechtlicher Sicht noch weit entfernt.

## Rechtswissenschaften
Im Strafrecht hat der Argwohn grundsätzlich keine eigenständige Bedeutung. Erst wenn sich der Argwohn durch Hinzutreten weiterer Elemente (Indizien) zum Verdacht verhärtet, greifen strafrechtliche Bestimmungen ein. Die Grenze (auch Schwelle oder Hürde genannt) zwischen Argwohn und Verdacht hat daher wesentliche Bedeutung für die Unzulässigkeit bzw. Zulässigkeit von Eingriffen in die Rechte der einzelnen Person.
Werden polizeiliche oder strafbehördliche Ermittlungen eingeleitet, muss jedenfalls bereits ein Verdacht vorliegen (Anfangsverdacht). Liegt lediglich ein Argwohn (Vermutung) vor, bestände keine Schwelle für den Beginn von Ermittlungsmaßnahmen der Staatsanwaltschaft bzw. der Polizei. Es könnte dann gegen jede Person, Ermittlungsmaßnahmen aufgrund lediglich eines Argwohns eingeleitet werden (problematisch bereits: Initiativermittlungen nach Nr. 6 der „Richtlinien für das Straf- und Bußgeldverfahren“ (RiStBV), die schon dann zulässig sind, wenn „nach kriminalistischer Erfahrung die wenn auch geringe Wahrscheinlichkeit besteht, dass eine verfolgbare Straftat begangen worden ist“).
Im Zivilrecht und Verwaltungsrecht kann der Argwohn, z. B. die Angst, es werde eine Baugrube einfallen und das Nachbargrundstück beeinträchtigen, nur die Vorstufe sein, um mit konkreten Elementen den konkreten Verdacht zu stärken, warum der Schadenseintritt wahrscheinlich sei und dies z. B. eine einstweilige Verfügung erforderlich macht. Lediglich aufgrund des Argwohns des Nachbarn ist es dem Zivilgericht bzw. einer Verwaltungsbehörde verwehrt, Handlungen zu setzen (siehe aber: Gefahrenabwehr).